# Sergio Nicolò De Bellis
Sergio Nicolò De Bellis (Castellana Grotte, 8 marzo 1898 – Milano, 21 dicembre 1946) è stato un pittore italiano.

## Biografia
Si forma a Milano, alla civica scuola d'arte del Castello Sforzesco, intorno agli anni 1918-23. Nel capoluogo lombardo soggiornerà quasi tutto il resto della sua vita, pur tornando con regolarità nella natia Castellana, almeno una volta l'anno, nella stagione estiva.
La sua produzione giovanile, che abbraccia gli anni tra 1923 e 1930, può definirsi novecentista. Nel novero di questi dipinti sono affrontati tutti i principali generi, dai paesaggi alle nature morte, dai ritratti alle composizioni miste alla ricerca del proprio linguaggio espressivo, ogni genere con caratteri ed accenti specifici. Dei paesaggi, si individuano due filoni prevalenti, il lombardo e il pugliese. Riguardo al primo prevalgono le vedute urbane, soprattutto di Milano: soggetti frequentissimi nel periodo 1924-35, come si evince dagli elenchi delle opere esposte nelle prime sue mostre, collettive e personali. Dalle poche immagini che ci restano di quel periodo, si ricavano prospettive di piazze e strade della città, solidi edifici, manifesto di una fiducia nell'opera umana e per esteso fiducia e speranza nelle possibilità di crescere artisticamente nel contesto metropolitano; si dedica inoltre alla pittura del paesaggio pugliese, nel territorio compreso fra Castellana, Conversano, la Selva di Fasano e la fascia costiera.
Nel corso dei primi anni trenta, si registra una svolta nello stile, un lento progredire verso tonalità più chiare, nel contempo un graduale allentamento delle priorità plastiche e compositive, e una più coraggiosa attitudine alla sperimentazione, anche se talvolta timida e talvolta più convinta: una fase che si arresta intorno al 1935, o giù di lì, quando nuove idee e più convinte soluzioni creative irrompono nella sua produzione. È il tempo delle suggestioni metafisiche e oniriche, il momento di maggiori prestiti dagli eletti maestri, Carrà, De Chirico, De Pisis. Una produzione alterna, dalle enigmatiche composizioni a sfondo classicheggiante, alla magica seduzione della forza dei cavalli sfrenati nella prateria, fino ad inaspettati studi di nudo, tanto rari quanto pregni di fascino.
Dopo la lenta transizione degli anni 1930-34, che possiamo isolare e definire “secondo periodo” o “periodo della sperimentazione”, dal 1935 si apre una nuova e più lunga stagione, un “terzo periodo” racchiudibile entro la primavera del 1943, allorquando, nel quadro critico generale della guerra in corso, De Bellis lascerà Milano per Castellana. Gli anni 1935-43 furono senz'altro i più felici, e dal punto di vista artistico e professionale: gli acquisti della Galleria d'arte moderna e del Gabinetto dei disegni di Milano, due Biennali di Venezia (1936, 1940), due premi Bergamo (1939, 1941), due premi Puglia (1939, 1940), due importanti personali milanesi (1938, 1941).
Tornato a Milano, nel dicembre del 1945 il pittore riprende la partecipazione ai concorsi e alle collettive, cercando di riallacciare i legami interrotti durante la guerra. Il clima fervido e ottimistico si riflette di conseguenza sulla sua ultima produzione, più che altro fatta di paesaggi e nature morte. La Trita del grano (Castellana Grotte, Quadreria Comunale) è l'esempio emblematico del fervore di colui che assurge all'arte attraverso un procedimento d'intensa, intima sublimazione dei sensi e della conoscenza della natura. Il dipinto fu esposto alla "Mostra del lavoro e del sacrificio”, allestita nelle sale del Castello Sforzesco nel febbraio 1946, e insignito del “Premio Galleria Italiana d'arte" per il tema del lavoro: ultimo riconoscimento della sua carriera, prima della precoce scomparsa, nel dicembre dello stesso anno.
Muore nel dicembre del 1946 a causa di una asistolia nella sua casa di via del Bollo, 8 a Milano.
Nel 1956 il Comune di Castellana acquistò dagli eredi l'insieme delle opere di De Bellis ancora in loro possesso, costituito da 55 dipinti a olio e 21 acquerelli. Dal 2005 l'intera collezione è visitabile nelle sale della Quadreria del palazzo comunale. Altre opere dell'artista presenti in collezioni pubbliche sono a Milano, nelle Civiche Raccolte d'Arte e Gabinetto dei Disegni, presso il Museo della Permanente, e a Bari, presso la Pinacoteca Provinciale.